# Ordo Supremus Militaris Templi Hierosolymitani
Ordo Supremus Militaris Templi Hierosolymitani (Najwyższy Zakon Rycerski Świątyni Jerozolimskiej) – międzynarodowa organizacja, która uważa się za kontynuatora i spadkobiercę Zakonu Ubogich Rycerzy Chrystusa i Świątyni Jerozolimskiej, zwanych templariuszami. Formuła ekumeniczna została przyjęta w 1804 roku po reformie Fabre-Palaprata, która uczyniła Zakon braterskim związkiem chrześcijańskim, otwartym dla członków wszystkich chrześcijańskich kościołów. Nowa nazwa została przyjęta przez oddział w Belgii i stopniowo była przyjmowana przez kolejne jednostki krajowe. Zakon nie jest organizacją tajną, a jego członkowie nie mogą przedkładać zobowiązań zakonnych ponad swoje zobowiązania prawne, religijne lub moralne, wynikające z innych obowiązków.
OSMTH jest związkiem stowarzyszeń i instytucji dobroczynnych. Organizacje członkowskie nazywane są Wielkimi Przeoratami i zazwyczaj obejmują jedno państwo. Występują pewne wyjątki, uzasadnione względami historycznymi oraz wolą Wielkiego Mistrza. 
Aktualnym Wielkim Mistrzem jest Książę Regent Fernando Pinto Campello Pereira de Sousa Fontes. 
Obecnie istnieją następujące organizacje autonomiczne: Flandria i Walonia.

## Ordo Supremus Militaris Templi Hierosolymitani w Polsce
W Polsce w latach 90. XX wieku próbę utworzenia struktury Najwyższego Zakonu Rycerskiego Świątyni Jerozolimskiej (Templariuszy) podjął Juliusz Nowina-Sokolnicki. Otrzymał on wówczas nominację na Przeora na Polskę Najwyższego Zakonu Rycerskiego Świątyni Jerozolimskiej (OSMTH-IFA), jednakże  wkrótce z uwagi na niesubordynację wobec wielkiego mistrza i próbę powołania swojej własnej obediencji Templum został wykluczony z Zakonu. Próba ta zakończyła się więc niepowodzeniem. 
Dekadę później na Śląsku z inicjatywy Krzysztofa Kurzei utworzono Autonomiczną Komandorię Śląską Templariuszy, która później przekształcona została w Przeorat im. Księcia Henryka Brodatego Najwyższego Zakonu Rycerskiego Świątyni Jerozolimskiej w Polsce, który zakończył działalność 2 maja 2011 roku, przekształcając się w katolicki autonomiczny Zakon Rycerzy Chrystusa i Świątyni Jerozolimskiej (Ordo Equitum Christi Templique Hierosolymitani - OECTH), a 1 października 2013 roku dołączył do Międzynarodowej Federacji Ordo Militiae Christi Templi Hierosolymitani jako Wielki Przeorat Polski OMCTH. Międzynarodowa Federacja OMCTH od 1990 roku pozostaje pod Protektoratem Duchowym Patriarchy Melchicko-Katolickiego.
Od 2020 roku działa na terenie Polski stowarzyszenie Ordre Souverain Et Militaire Du Temple De Jerusalem Pologne, które w statucie deklaruje działalność charytatywno-opiekuńczą, jak również wspieranie działań zmierzających do zachowania restauracji obiektów kultury materialnej związanych z działalnością zakonu templariuszy. Na jego czele stoją Marcin Lesław Zamoyski, Krzysztof Konstanty Radziwiłł i Ewa Piacentile, a siedzibą stowarzyszenia jest Zamek w Grodźcu na Śląsku Cieszyńskim.

## Obediencje
W obecnej chwili istnieją trzy obediencje Templariuszy OSMTH, zarządzane przez trzech Wielkich Mistrzów. Wszystkie uznają pasowanych braci za legalnych członków Zakonu. Trwają regularne rozmowy o przywróceniu jedności Zakonu:
- OSMTH Regency[2]

Hrabia Fernando Pinto Campello Pereira de Sousa Fontes – LI Wielki Mistrz Zakonu i Książę Regent, jest Wielkim Mistrzem od 1960 r., rezyduje w Porto, jest w posiadaniu Archiwum Świątyni, włącznie z Kartą Przekazań Larmeniusa. W 2008 do OSMTH dołączyły wszystkie południowoamerykańskie przeoraty OSMTH-IFA
- OSMTH IFA[4]

Generał Antoni Zdrojewski, Wielki Mistrz 1970-1989 - Don Fernando de Toro-Garland, hrabia Val de Zuera, baron de Gar (Hiszpania), Wielki Mistrz w latach 1999-2005, Giorgio Paris (Włochy). Wielki Mistrz od 2005 roku OSMTH IFA to grupa, skłaniająca się do bardzo bliskiej współpracy z Kościołem Katolickim, przy jej powstaniu wielką rolę odegrał generał Antoni Zdrojewski, żołnierz Polskich Sił Zbrojnych na Zachodzie, uczestnik francuskiego ruchu oporu, osobisty przyjaciel generała de Gaulle’a. Szczególnie popularna w krajach tradycyjnie katolickich. Ściśle z nią współpracuje OSMTH-SKT (Scottish Knights Templar).
- OSMTH Swiss Registry[5]

Generał Sir Roy Redgrave (Wielka Brytania), Wielki Mistrz w latach 1998-2004 - kontradmirał James J. Carey (Stany Zjednoczone), Wielki Mistrz od 2004 r. OSMTH/SR to „grupa protestancka”, współpracuje bardzo mocno z kościołami ewangelickimi oraz kościołami prawosławnymi, nie posiadającymi autokefalii uznanej przez Konstantynopol (np. cerkwie „narodowe” Ukrainy), grupa zarządzana przez wyższych oficerów NATO, około 80% członków stanowią Amerykanie. Jest to najszybciej tracąca członków Obediencja, od której odseparowały się już częściowo prowincje Niemiecka, Austriacka, Szkocka, Angielsko-Walijska i Rumuńska oraz cały Wielki Przeorat Chorwacji. W roku 2005 odcięła się od dziedzictwa Templum.

## Władze Zakonu

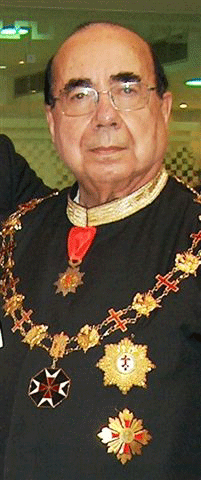
Wielki Mistrz Książę Regent Fernando Pinto Campello Pereira de Sousa Fontes

Najwyższą władzę Zakonu stanowi Kapituła Generalna, w skład której wchodzą:
1. Wielki Mistrz
2. Regent – Namiestnik Wielkiego Mistrza
3. Koadiutor Generalny – duchowny katolicki
4. Wielki Kanclerz
5. Wielki Sekretarz
6. Wielki Przeor
7. Wielki Mistrz Ceremonii
8. Wielki Skarbnik
9. Radca Generalny
10. Wielki Baliw Generalny
11. Komandor Generalny
12. Legat Generalny
13. Inspektor Generalny

## Członkostwo w Zakonie
Członkostwo jest otwarte dla wszystkich chrześcijan, kobiet i mężczyzn, wspierających cele Zakonu. Szczególna uwagę zwraca się na jakość charakteru członka, jego oddanie ideałom rycerskim i stosunek do ekumenizmu. 
Pierwotna Reguła mówiła, aby nie przyjmować każdego od razu, ale wedle zasady: Probate spiritus si ex Deo sunt. Co znaczy: Sprawdźcie duszę, czy przychodzi od Boga.
Można być członkiem jednego lub kilku Wielkich Przeoratów, ale w przypadku głosowań spraw Wielkiego Magisterium, można to zrobić tylko w jednym z nich.
Warunki, które powinna spełniać osoba ubiegające się o zostanie postulantem Zakonu:
- ukończony 18 rok życia,
- wyznanie chrześcijańskie (katolickie, prawosławne, protestanckie)
- praktykowanie ekumenicznego chrześcijaństwa
- wola pomocy potrzebującym

## Rangi i związane z nimi inicjały
1. Rycerz / Dama (KTJ/DTJ): Czerwony Krzyż zawieszony na czarnej wstążce
2. Rycerz / Dama Oficer (KOTJ/DOTJ): Czerwony Krzyż pod tarczą zawieszony na czarnej wstążce
3. Rycerz / Dama Komandor (KCTJ/DCTJ): Czerwony Krzyż pod tarczą zawieszony na czarnej wstążce
4. Rycerz / Dama Wielki Oficer (KGOTJ/DGOTJ): Czerwony Krzyż pod wielką tarczą zawieszony na czarnej wstążce
5. Oficer Wielkiego Krzyża (GCTJ): Czerwony Krzyż pod wielką tarczą zawieszony na czarnej wstążce

## Insygnia zakonne
Insygniami Zakonu są: Krzyż, Gwiazda Orderowa i Łańcuch.
1. Krzyż Zakonu jest złoty, emaliowany czerwienią, długi na 52 mm.
2. Gwiazda Orderowa jest srebrna o średnicy 85 mm, o ośmiu promieniach, każdy promień złożony z pięciu promieni o odpowiedniej długości, wysadzane diamentami, w środku koło emaliowane na biało z pomniejszonym Krzyżem Zakonu ze złota bordiurą, otoczony wieńcem utworzonym z dwóch złotych liści palmowych, emaliowanych na zielono.
3. Łańcuch jest złoty w formie różańca o osiemdziesięciu jeden paciorkach, przy czym co dziewiąty jest większy od pozostałych, w środku owalny medalion w złocie udekorowany literami I.H., pierwszą czerwoną, drugą czarną, pod nim zawieszony Krzyż Zakonu zwieńczony złotą koroną królewską w złocie albo trofeum wojskowym w złocie.

Wielki Oficer nosi na piersi Gwiazdę. Oficer Wielkiego Krzyża nosi wstęgę (na prawym ramieniu), do której przymocowana jest Gwiazda.
Krzyż Zakonu noszony jest na wstążce jedwabnej:
1. w przypadku postulantów - barwy białej
2. w przypadku kawalerów i oficerów - barwy czarnej
3. w przypadku komandorów i wielkich oficerów - barwy czerwonej lub czarno-czerwonej
4. w przypadku członków Kapituły Generalnej - barwy złotej.

Z uwagi na powstałe w obrębie OSMTH podziały historyczne istniejące na świecie struktury posługują się zróżnicowanym wzorem insygniów, który stworzony jest na bazie czerwonego krzyża patee, bądź na bazie czerwonego podwójnego tzw. krzyża lotaryńskiego. W Polsce przeorat tworzony w latach 90. bez powodzenia przez Juliusza Nowina-Sokolnickiego używał insygniów w kształcie krzyża lotaryńskiego, a z kolei późniejszy o dekadę Przeorat im. Księcia Henryka Brodatego posługiwał się insygniami w kształcie krzyża patee.

## Ciekawostki
- Od 1970 do 1989 wielkim mistrzem reaktywowanego Zakonu Templariuszy był generał Antoni Zdrojewski. Na swojego następcę wyznaczył George’a Lamiranda.